# شهرستان ییژانگ
شهرستان ییژانگ (به لاتین: Yizhang County) یک شهرستان‌های جمهوری خلق چین در چین است که در چنژو واقع شده‌است.